# Sen-lung
A senlung (shenlong) egy, a kínai mitológiában előforduló sárkány, amely hatalommal rendelkezik a szél és az eső felett.

## Alakja, szerepe
A legendák szerint ez az óriás sárkány az égen úszott, s mivel kék színét folyamatosan változtatta, ezért sohasem lehetett tisztán látni. Megjelenésében hasonló tien-lung (tianlong)hoz, az „égi sárkány”-hoz.
Sen-lung (Shenlong) a szél, a felhők és az eső felett uralkodott, vagyis mindazon felett, amiktől a mezőgazdaság függ, ezért a kínaiak nagyon tisztelték őt és mindent megtettek, nehogy vétkezzenek ellene, különben haragra gerjedt és rossz időt, szárazságot, árvizet és szélviharokat hozott.

## A népszerű kultúrában
A sen-lung (shenlong) – Shenlong néven –, egyik központi szereplője a népszerű Dragon Ball sorozatnak, ahol egy kívánságokat teljesítő, mindenható lény.
A kínaiak egy saját építésű űrrepülőgépet (Project 921-3) is elneveztek róla.

## Fordítás
- Ez a szócikk részben vagy egészben  a   Shenlong című angol Wikipédia-szócikk fordításán alapul.  Az eredeti cikk szerkesztőit annak laptörténete sorolja fel. Ez a jelzés csupán a megfogalmazás eredetét és a szerzői jogokat jelzi, nem szolgál a cikkben szereplő információk forrásmegjelöléseként.